# Arthur Hartkamp
Arthur Severijn Hartkamp (Amsterdam, 10 januari 1945) is een Nederlands jurist en hoogleraar Europees privaatrecht aan de Radboud Universiteit Nijmegen. Hij was eerder procureur-generaal bij de Hoge Raad der Nederlanden. 

## Loopbaan
Hartkamp studeerde Nederlands Recht aan de Universiteit van Amsterdam. Hij promoveerde op 12 november 1971 aan de Universiteit van Amsterdam cum laude op een proefschrift getiteld: Der Zwang im römischen Privatrecht; promotor was Hans Ankum. Van 1974 tot 1989 werkte hij op het ministerie van Justitie mee aan de totstandkoming van het Nieuw Burgerlijk Wetboek. 

## Hoge Raad
In 1986 werd hij advocaat-generaal bij de Hoge Raad. Van 2001 tot 2006 leidde hij als procureur-generaal het parket bij de Hoge Raad.

## Hoogleraarschap
Hartkamp was van 1991 tot 1999 hoogleraar Privaatrecht aan de Universiteit Utrecht. In 1999 werd hij hoogleraar Privaatrecht aan de Universiteit van Amsterdam. Sinds 2006 is hij hoogleraar Europees privaatrecht aan de Radboud Universiteit Nijmegen.
Hartkamp geldt als een autoriteit op het gebied van het civiele recht, in het bijzonder het contractenrecht. Hij bewerkte lange tijd de vier delen over verbintenissenrecht in de Asser-serie (ook wel aangeduid als "Asser-Hartkamp") en schreef voorts het deel in die serie over Europees privaatrecht.

## Poëzievertalingen
Hartkamp is naast zijn overige werkzaamheden ook actief als vertaler van poëzie. Zo is er in 2000/2001 van hem een metrische vertaling van boek I en een deel van boek 10 van Quintus van Smyrna's Posthomerica verschenen (vanuit het Oudgrieks naar het Nederlands), en in 2011 een vertaling van de Homerische hymnen (Ta Grammata, 2011). Ook heeft hij gedichten van de Italiaan Giuseppe Gioachino Belli vertaald (Athenaeum-Polak & Van Gennep 2020; Wolters Kluwer 2022).
Hartkamp won de Klassieke Olympiaden van 2019–2020 en 2023–2024.
Hartkamps moedertaal is Nederlands, maar hij spreekt ook vloeiend Duits, Engels, Frans en Italiaans. Daarnaast beschikt hij ook over de kennis om Spaans, Portugees, Latijn en Grieks (zowel oud als modern) te lezen en te begrijpen. 
- Bibsys: 90782168
- Bibliothèque nationale de France: cb15615902g (data)
- CiNii: DA06628746
- Gemeinsame Normdatei: 127022333
- International Standard Name Identifier: 0000 0001 1005 5652
- Library of Congress Control Number: n81077161
- NARCIS: PRS1241188
- Nationale Bibliotheek van Israël: 987007450684405171
- Nederlandse Thesaurus van Auteursnamen: 068181175
- Système universitaire de documentation: 095630406
- Virtual International Authority File: 112602903
- WorldCat: E39PBJrRjHjCYmHc8y4ykfGj4q